# خولوپیتسه
خولوپیتسه (به چکی: Cholupice) یک منطقهٔ مسکونی در جمهوری چک است که در Prague 4 واقع شده‌است. خولوپیتسه ۷۶۰ نفر جمعیت دارد.